# 배제민
배제민(裵濟民, ?~)는 대한민국 후기 1세대의 대표적인 구약신학자이자 대학교수이다. 미국 루이빌신학대학교 석사학위와 임마누엘신학교에서 박사학위를 받았다. 장로회신학대학교 신학대학원과 총신대학교 신학대학원에서 구약신학을 가르쳤으며 대학원장을 역임했다. 또한 1968년에는 신교를 대표해서 구약성경 분야에서 신구교(Protestant and Roman Catholic Church) 공동성서번역위원을 지냈다.

## 학력
- Immanuel Seminary(IBTS) 신학박사(Th.D.)
- 디펜더즈신학대학교 신학박사(D.D.)
- Hebrew University in Israel 박사수료(Ph.D.Cand.)
- Louisville Presbyterian Theological Seminary 신학석사(Th.M.)
- 총회신학교 본과 졸업(현 총신대학교)
- 한양대학교 기계공학과 졸업

## 약력
- 서울고려신학교 구약학 교수
- 총신대학교 신학대학원 구약학 교수
- 총신대학교 대학원장(1988년 ~ 1990)
- 장로회신학대학교 신학대학원 구약학 교수
- 신구교 성경번역공동위원회 구약성경 번역위원(1968년 2월 15일)

## 저서 및 역서
- 라틴어문법(기독교문사, 1978)
- 새로운형태의 히브리어연구(4판, 총신대출판부, 1993)
- 새로운형태의 말씀연구(총신대출판부, 1982)
- 새로운형태의 구약연구(총신대출판부, 1982)
- 새로운형태의 모세오경연구(총신대출판부, 1984)
- 반문서설(기독교문사, 1978)
- 요점 이스라엘 역사(3판, EL에리히, 기독교문사, 1988, 역서)
- 구약역사 개론(CF파이퍼, 기독교문사, 1978, 역서)
- 교회 교육의 이해(케네스 O겐젤, 보이스사, 1979, 역서)
- 교사의 율법서-역사서 공부(사무엘 J슐츠, 보이스사, 1980, 역서)
- 교사의 시문서(쿨라렌스 H벤슨, 보이스사, 1980, 역서)
- 진리의 말씀교육(도날드 반하우스, 보이스사, 1979, 역서)
- 바빌론과 성서(제랄드 A레이류, 보이스사, 1980, 역서)
- 교회교육과 성경(R래리드 해리스, 보이스사, 1979, 역서)
- 신약성서 시대의 지배자들(챨스 루드비히, 보이스사, 1979, 역서)

## 같이 보기
- 하승무
- 기독교 신학자
- 개혁신학자
- 한국의 신학자 목록